# Bernard Prince
Bernard Prince is een Belgische stripreeks met Michel Albert Louis Regnier (Greg) als scenarist en Hermann Huppen als tekenaar.

## Geschiedenis
Greg schreef in 1958 enkele kortverhalen met een inspecteur van Interpol genaamd Bob Francval in de hoofdrol. Die strip werd getekend door Louis Haché en verscheen in het maandblad IMA. Het personage Djinn en een scenario van een kortverhaal hergebruikte hij later voor Bernard Prince. Vervolgens werkten Greg en Hermann in de jaren 60 samen aan Valéry Valérian, een andere voorloper van Bernard Prince. Er werden twee pagina's getekend, maar de publicatie werd geweigerd door René Goscinny, de toenmalige hoofdredacteur van het Franse stripblad Pilote. Bernard Prince verscheen dan vanaf 1966 in het stripblad Tintin/Kuifje. Aanvankelijk waren het enkel kortverhalen, waarin het hoofdpersonage een inspecteur van Interpol is. Tibet tekende echter een gelijkaardige strip, Rik Ringers in hetzelfde tijdschrift en na zijn beklag werd de verhaallijn veranderd. Hermann had veel foto's van een schip dat destijds in de West-Vlaamse stad Nieuwpoort aangemeerd lag, waarna het personage een boot erfde.
De strip verscheen ook in het Nederlandse stripblad Pep, maar dan onder de titel Rob Palland. De voornaam Rob was vernoemd naar een redacteur van Pep. De achternaam Palland was vernoemd naar het zangduo Nina en Frederik van Pallandt. De naam werd gewijzigd om verwarring te vermijden met prins Bernhard. In het Nederlandse stripblad Wham! verscheen de strip onder de titel Andy Morgan. Zo heet de reeks in het Duits en Wham werd uitgegeven door een Duitse uitgeverij.
Later wou Hermann wat anders doen en koos hij ervoor om meer tijd te steken in het tekenen van zijn andere reeksen. Dany en Edouard Aidans (Hardan) volgden hem als tekenaar op.

## Verhaal
Bernard Prince is een voormalige politieagent, die de wereld rond reist aan boord van zijn schip de Cormoran. Op zijn reizen wordt hij vergezeld door Barney Jordan, een  norse zeeman, en een jeugdige Indiase jongen Djinn, als scheepsmaat.

## Albums
| Nummer | Titel                                      | Uitgever(s)       | Schrijver(s)          | Tekenaar                |
| ------ | ------------------------------------------ | ----------------- | --------------------- | ----------------------- |
| 1      | Generaal Satan (en de piraten van Lokanga) | Helmond, Lombard  | Michel Regnier (Greg) | Hermann                 |
| 2      | Storm over Coronado                        | Helmond, Lombard  | Greg                  | Hermann                 |
| 3      | De hel van Suong-Bay                       | Helmond, Lombard  | Greg                  | Hermann                 |
| 4      | Avontuur in Manhattan                      | Helmond, Lombard  | Greg                  | Hermann                 |
| 5      | Brand in de oase                           | Helmond, Lombard  | Greg                  | Hermann                 |
| 6      | De wet van de orkaan                       | Helmond, Lombard  | Greg                  | Hermann                 |
| 7      | Verschroeide aarde                         | Helmond, Lombard  | Greg                  | Hermann                 |
| 8      | De groene vlam van de Conquistador         | Helmond, Lombard  | Greg                  | Hermann                 |
| 9      | Guerrilla voor een spook                   | Helmond, Lombard  | Greg                  | Hermann                 |
| 10     | De hete adem van Moloch                    | Helmond, Lombard  | Greg                  | Hermann                 |
| 11     | De Nevelburcht                             | Helmond, Lombard  | Greg                  | Hermann                 |
| 12     | Doel Cormoran                              | Helmond, Lombard  | Greg                  | Hermann                 |
| 13     | De Narrenhaven                             | Helmond, Lombard  | Greg                  | Hermann                 |
| 14     | Gisteren en vandaag                        | Lombard           | Greg                  | Hermann                 |
| 15     | De val met de 100.000 spiesen              | Lombard           | Greg                  | Dany                    |
| 16     | De terugkeer van de Cormoran               | Lombard           | Greg                  | Dany                    |
| 16'    | De dinamitera                              | Uitgeverij Blanco | Greg                  | Edouard Aidans (Hardan) |
| 17     | Het groene vergif                          | Lombard           | Greg                  | Hardan                  |
| 18     | Onheil op de rivier                        | Lombard           | Yves Huppen           | Hermann                 |